# Вімблдонський турнір 1990
Вімблдонський турнір 1990 проходив з 25 червня по 8 липня 1990 року на кортах Всеанглійського клубу лаун-тенісу і крокету в передмісті Лондона Вімблдоні. Це був 104-й Вімблдонський чемпіонат, а також третій турнір Великого шолома з початку року. Турнір входив до програм ATP та WTA турів.

## Огляд подій та досягнень
У чоловічому одиночному розряді Стефан Едберг переміг у фіналі минулорічного чемпіона Бориса Беккера. Він здобув своє друге вімблдонське чемпіонство й 4-й титул Великого шолома загалом. 
У жінок Штеффі Граф, минулорічна чемпіонка, поступилася в півфіналі Зіні Гаррісон. Цим закінчилася серія з 13 турнірів Великого шолома поспіль, у яких Граф грала принаймні в фіналі. Гаррісон програла фінал Мартіні Навратіловій. Навратілова виграла Вімблдон рекордний 9-й раз, а загалом, враховуючи змагання усіх видів, це був 54-й титул Великого шолома для Мартіни.

## Результати фінальних матчів

### Дорослі
| Одиночний розряд. Джентльмени |                                  |                              |
| Стефан Едберг                 | Борис Бекер                      | 6–2, 6–2, 3–6, 3–6, 6–4      |
|                               |                                  |                              |
| Одиночний розряд. Леді        |                                  |                              |
| Мартіна Навратілова           | Зіна Гаррісон                    | 6–4, 6–1                     |
|                               |                                  |                              |
| Парний розряд. Джентльмени    |                                  |                              |
| Рік Ліч Джим П'ю              | Пітер Олдріч Дані Віссер         | 7–6(7–5), 7–6(7–4), 7–6(7–5) |
|                               |                                  |                              |
| Парний розряд. Леді           |                                  |                              |
| Яна Новотна Гелена Сукова     | Кеті Джордан Елізабет Смайлі     | 6–4, 6–1                     |
|                               |                                  |                              |
| Мікст                         |                                  |                              |
| Зіна Гаррісон Рік Ліч         | Елізабет Смайлі Джон Фіцджеральд | 7–5, 6–2                     |
|                               |                                  |                              |

### Юніори
| Одиночний розряд. Хлопці          |                              |                    |
| Леандер Паес                      | Маркус Ондруска              | 7–5, 2–6, 6–4      |
|                                   |                              |                    |
| Одиночний розряд. Дівчата         |                              |                    |
| Андреа Стрнадова                  | Кіррілі Шарп                 | 6–2, 6–4           |
|                                   |                              |                    |
| Парний розряд. Хлопці             |                              |                    |
| Себастьян Ларо Себастьян Леблан   | Клінтон Марш Маркус Ондруска | 7–6(7–5), 4–6, 6–3 |
|                                   |                              |                    |
| Парний розряд. Дівчата            |                              |                    |
| Каріна Габшудова Андреа Стрнадова | Ніколь Пратт Кіррілі Шарп    | 6–3, 6–2           |
|                                   |                              |                    |